# Rockwell Field
Rockwell Field  fue una base aérea militar ubicada en San Diego, California.  Rockwell Field se encuentra inscrito como un Distrito Histórico en el Registro Nacional de Lugares Históricos desde el 21 de mayo de 1991.

## Ubicación
Rockwell Field se encuentra dentro del condado de San Diego en las coordenadas 32°41′48″N 117°11′49″O / 32.696667, -117.196944.